# Список кардиналов, возведённых папой римским Григорием XV

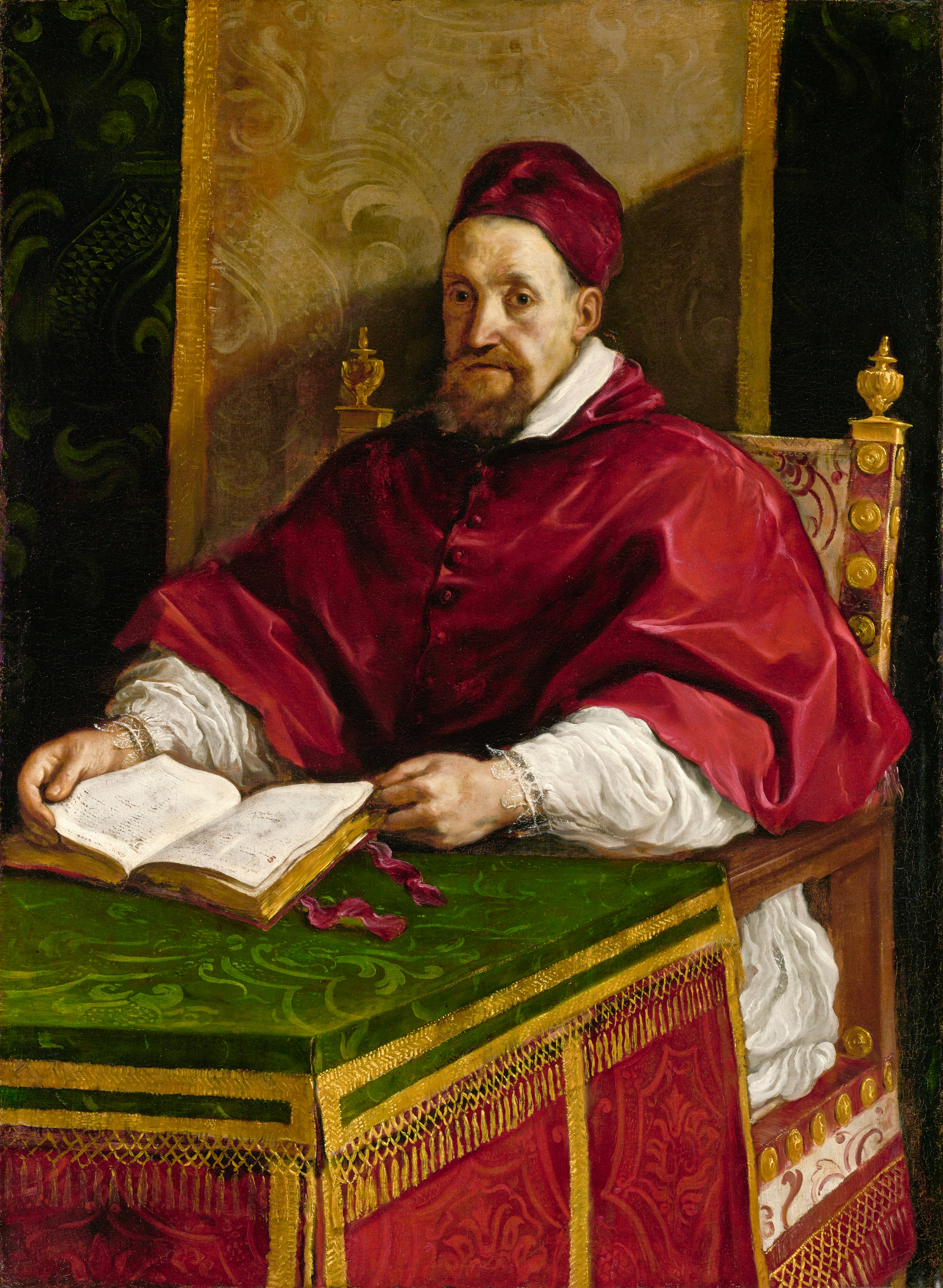
Папа Григорий XV

Кардиналы, возведённые Папой римским Григорием XV — 11 прелатов и клириков были возведены в сан кардинала на четырёх Консисториях за 2 с половиной года понтификата Григория XV.
Самыми крупными консисториями были Консистория от 19 апреля 1621 года и от 5 сентября 1622 года, на которых было возведено по четыре кардинала. На консистории от 5 сентября 1622 года в сан кардинала был возведён Арман Жан дю Плесси де Ришельё — первый министр французского короля Людовика XIII.

## Консистория от 15 февраля 1621 года
- Людовико Людовизи, племянник Его Святейшества (Папская область).

## Консистория от 19 апреля 1621 года
- Антонио Каэтани, архиепископ Капуи (королевство Сицилия);
- Франческо Сакрати, титулярный архиепископ Дамаско, апостольский датарий (Папская область);
- Франческо Бонкомпаньи, племянник Его Святейшества, референдарий Трибуналов Апостольской Сигнатуры Справедливости и Милости (Папская область);
- Ипполито Альдобрандини младший (Папская область).

## Консистория от 21 июля 1621 года
- Лучо Сансеверино, архиепископ Салерно (королевство Сицилия);
- Маркантонио Гоццадини, кузен Его Святейшества, тайный камергер (Папская область).

## Консистория от 5 сентября 1622 года
- Козимо де Торрес, титулярный архиепископ Адрианополя Гемимонтского, апостольский нунций в Польше (Папская область);
- Арман Жан дю Плесси де Ришельё, епископ Люсона (Франция);
- Оттавио Ридольфи, епископ Ариано (королевство Сицилия);
- Альфонсо де ла Куэва-Бенавидес-и-Мендоса-Каррильо, апостольский протонотарий и посол короля Испании при правителе Нидерландов (Испания).